# ヒトツニナリタイ
「ヒトツニナリタイ」は、大橋彩香の4枚目のシングル。2015年12月9日にLantisから発売された。

## 概要
大橋彩香のシングルとしては「おしえてブルースカイ」に続き、2ヶ月連続のリリースとなる。
表題曲はテレビアニメ『コメット・ルシファー』のイメージソング、エンディングテーマに起用された。しっとり歌い上げる大人のバラードで、切ない歌詞と温もり溢れるメロディーが印象的な曲となっている。
販売形態は、彩香盤（LACM-14428）、コメット・ルシファー盤（LACM-14429）の2種。彩香盤には表題曲のMVとそのメイキング映像が収録されたDVDが同梱され、コメット・ルシファー盤は同アニメで大橋が演じるヒロイン・フェリアの描き下ろしイラストがジャケットになっている。

## 収録曲
| #         | タイトル                           | 作詞      | 作曲              | 編曲      | 時間  |
| --------- | ---------------------------------- | --------- | ----------------- | --------- | ----- |
| 1.        | 「ヒトツニナリタイ」               | 畑亜貴    | 矢吹香那          | 前口渉    | 5:01  |
| 2.        | 「Super dreaming days」            | 畑亜貴    | 中村瑛彦          | 中土智博  | 4:48  |
| 3.        | 「にゃんダフルらいふ」             | 三宅光幸  | TAKAROT、三宅光幸 | TAKAROT   | 4:42  |
| 4.        | 「ヒトツニナリタイ」(Off Vocal)    |           |                   |           | 5:01  |
| 5.        | 「Super dreaming days」(Off Vocal) |           |                   |           | 4:48  |
| 6.        | 「にゃんダフルらいふ」(Off Vocal)  |           |                   |           | 4:42  |
| 合計時間: | 合計時間:                          | 合計時間: | 合計時間:         | 合計時間: | 29:02 |

| #  | タイトル                           | 作詞 | 作曲・編曲 |
| -- | ---------------------------------- | ---- | ---------- |
| 1. | 「ヒトツニナリタイ」(Music Video)  |      |            |
| 2. | 「ヒトツニナリタイ」(Making Video) |      |            |